# دوري الدرجة الأولى الأرجنتيني 1985
دوري الدرجة الأولى الأرجنتيني 1985 (بالإسبانية: Campeonato Nacional 1985)‏ هو الموسم 55 من دوري الدرجة الأولى الأرجنتيني. أشرف على تنظيمه اتحاد الأرجنتين لكرة القدم، وكان عدد الأندية المشاركة فيه 32، وفاز فيه أرجنتينوس جونيورز.